# NSF-GRFP
El Programa de Becas para la Investigación Graduada de la Fundación Nacional para la Ciencia (NSF-GRFP) es una subvención anual otorgada por la Fundación de Ciencia Nacional a aproximadamente 2,000 estudiantes de nivel doctoral en las ciencias naturales, sociales, y de ingeniería en instituciones de Estados Unidos. La beca proporciona un honorarium de $12,000 para ser utilizado hacia el coste de estudios y costes en otros cargos de la institución a la cual el becado asiste; también otorga anualmente al estudiante un estipendio de $34,000 por tres años.

## Historia de premio
Las Becas para la Investigación Graduada de la NSF fueron primero otorgada en 1952, con el objetivo de ayudar con la investigación científica y asegurar la existencia de programas competitivos para los estudiantes estadounidenses.  Desde entonces 1952, el NSF ha financiado más de 46,500 becados y ha tenido más de 500,000 solicitantes. Muchos de los ganadores previos de esta beca se han convertido en ganadores del premio Nobel y en miembros de la Academia Nacional de Ciencias.

## Requisitos de aplicación
La competencia es abierta a estudiantes subgraduados en su último año de estudios, así como estudiantes de posgrado en su primer o segundos años de estudio.
Para solicitar, el estudiante tiene que entregar información biográfica, transcripciones de cursos subgraduados y de posgrado en el caso de que sea aplicable, al menos tres cartas de recomendación, y dos ensayos: una declaración personal con experiencia de investigación y una propuesta de investigación
Las solicitudes son típicamente revisadas a principios de noviembre, con fechas límite distintas para campos científicos diferentes. Las cartas de recomendación son típicamente requeridas para mediados de noviembre.  Los estudiantes seleccionados para mención honorable son normalmente notificados en abril del año que siguiente a su solicitud.  Juntos, los ganadores y los estudiantes con mención honorable hacen la parte superior 30% de solicitantes.

## Información adicional
La beca está administrada a través de la institución a la que el estudiante está asistiendo. Mientras el recipiente continúa comprometido en trabajar hacia el doctorado, los fondos otorgados por la beca pueden ser aplazados en incrementos de 12 meses por un máximo de dos veces. Por ejemplo, un recipiente podría aplazar la financiación de la beca mientras trabaja como ayudante de cátedra (TA) o ayudante de investigación (RA). Esto está referido a estar en "reserva". En el tercer año de reserva, el recipiente automáticamente pierde cualesquiera años restantes de fondos.